# Lipogranulom
Ein Lipogranulom, auch Oleom, Lipidgranulom, Elaiom, Oleosklerom oder Öltumor genannt, ist ein Fremdkörpergranulom, das sich in Form einer gutartigen Geschwulst nach der Injektion oder Implantation von schlecht resorbierbaren hydrophoben Ölen oder Wachsen bildet. Ursache für die Entstehung eines Lipogranuloms ist eine lokale immunologische Reaktion auf den Fremdkörper.
Spezielle Formen eines Lipogranulom sind das Paraffinom, eine Fremdkörperreaktion auf injiziertes Paraffin, und das Vaselinom, eine Fremdkörperreaktion auf injizierte Vaseline, die aber die gleiche Pathologie aufweisen. Unabhängig davon werden in der angloamerikanischen Fachliteratur häufig die Begriffe paraffinoma oder lipogranuloma für das Lipogranulom verwendet.

## Beschreibung

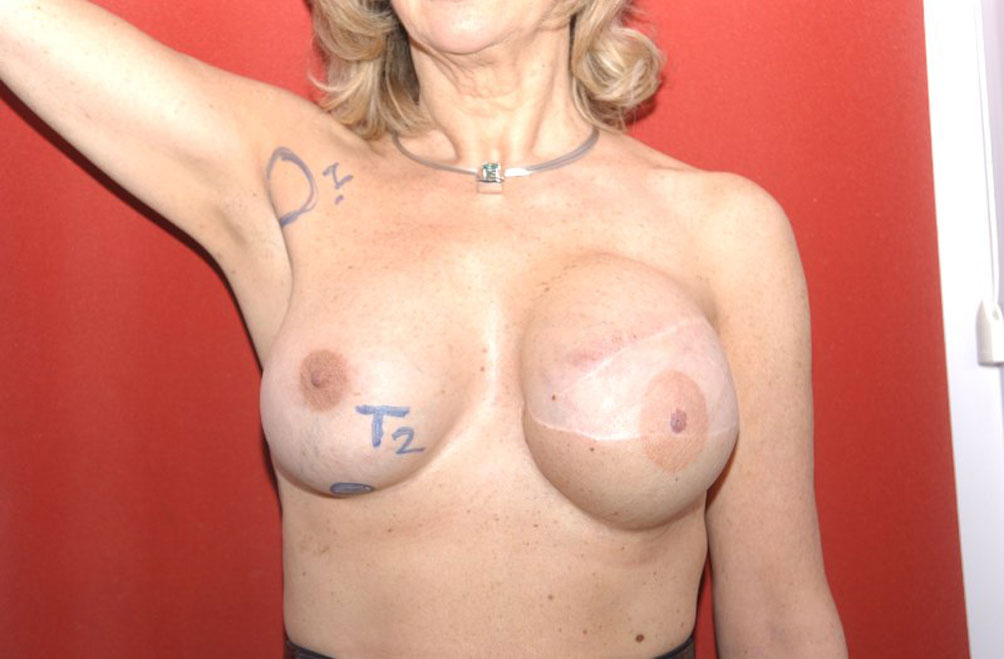
Ein Silikonom in der linken Brust einer 59-jährigen Patientin. Diese Form eines Oleoms wurde durch einen Riss im Silikon-Transplantat der Patientin verursacht, das sie zwei Jahre zuvor für die Brustrekonstruktion nach einer Mastektomie erhielt.

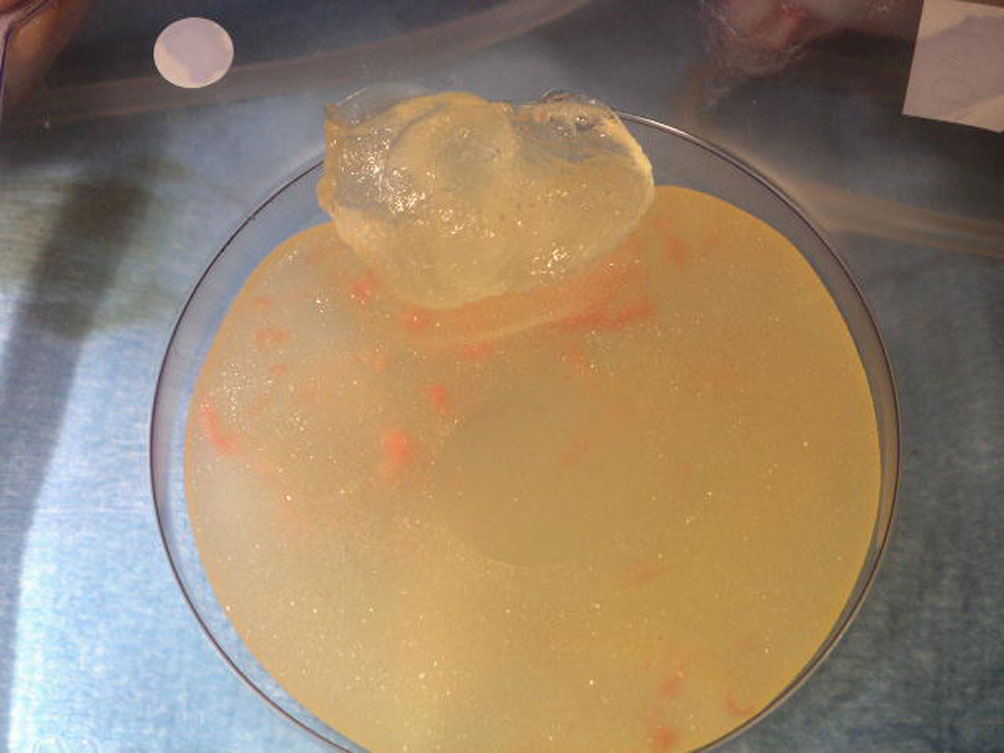
Das gerissene Implantat, das das Silikonom verursachte.

Die Injektion von Fremdkörpern in einen Organismus kann eine Fremdkörperreaktion auslösen, die sich in Form eines Fremdkörpergranuloms äußert. Im Fall eines Oleoms wird die Fremdkörperreaktion durch ein schlecht resorbierbares  nicht-biokompatibles Öl oder Wachs ausgelöst, das unter die Haut des Organismus appliziert wurde. Ein Oleom bildet sich häufig erst Jahre nach der Applikation und weist dabei meist einen progressiven Krankheitsverlauf auf. Zunächst bilden sich Knoten im Haut- und Unterhautgewebe.
Oleome können beispielsweise durch Paraffine, Vaseline, Silikonöle bzw. -gele, Bioplastique, Artecoll und ähnliche Substanzen ausgelöst werden.
Die Gründe für die Injektion dieser körperfremden Substanzen sind zumeist kosmetischer Natur, wie beispielsweise Beseitigung von Falten, Brust- und Penisvergrößerungen.

## Histologie
Die Fremdkörpergranulome sind durch ein „Schweizer-Käse-Muster“ charakterisiert. Dieses Muster wird durch dicht nebeneinander liegende Inseln – die die hydrophobe Substanz enthalten –, und die Inseln umgebende Histiozyten und Riesenzellen gebildet.

## Pathologie
→ siehe Hauptartikel Fremdkörperreaktion

## Beispiele für Lipogranulome
Das Paraffinom des Penis war zu Beginn des 20. Jahrhunderts eine relativ häufige – heute sehr seltene – Erkrankung, die durch die Injektion von Paraffin in den Penis hervorgerufen wird. Zweck der Injektion war eine Vergrößerung des Penis (Penisaugmentation).
Ähnlich negative Effekte bewirkt die Injektion von Paraffin in die weibliche Brust (Paraffinom der Brust). Dies wurde bis zu Beginn der 1960er Jahre beispielsweise in Hongkong zur Brustvergrößerung praktiziert. In einer 1996 veröffentlichten Studien über 43 Patientinnen traten durchschnittlich 17 Jahre nach der Injektion (Zeitintervall 3 bis 41 Jahre) erhebliche Komplikationen auf. Bei 27 der betroffenen Frauen mussten beide Brüste vollständig entfernt werden (Mastektomie).

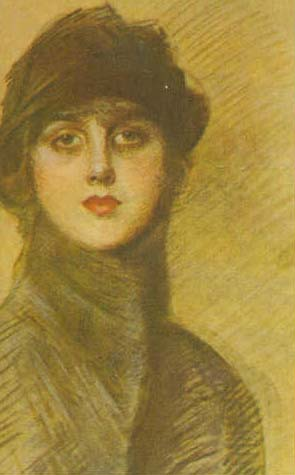
Gladys Marie Deacon (um 1905)

Gladys Marie Deacon (Herzogin von Marlborough) wurde in ihrer Jugend als „die schönste Frau der Erde“ bezeichnet. 1935 wurden bei ihr Wachs- und Paraffininjektionen in die Stirn vorgenommen. Die dort applizierten Substanzen migrierten in ihr Gesicht, wo sich Fremdkörpergranulome bildeten. Wegen der Entstellung ihres Gesichtes zog sie sich zurück und verstarb 1977 von der Gesellschaft völlig vergessen.